# Mozart e Salieri

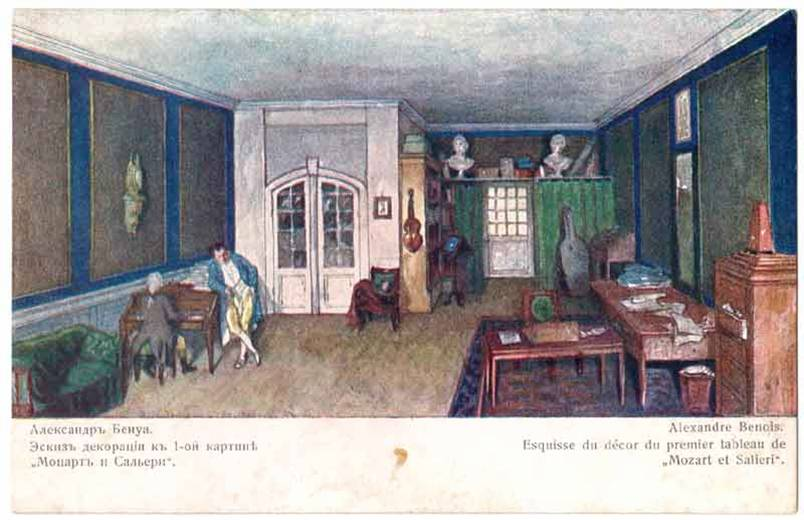
Бенуа Александр Николаевич "Эскиз театральной декорации к картине Моцарт и Сальери"

Mozart e Salieri (em russo: Моцарт и Сальери, transl. Motsart i Sal’yeri) é uma ópera em um ato (duas cenas) do compositor russo Nikolai Rimsky-Korsakov, com libreto em russo extraído praticamente na íntegra do drama em versos de 1830 do escritor russo Alexander Pushkin.
A história segue a lenda apócrifa de que o arquirrival de Mozart e compositor Antonio Salieri teria envenenado Wolfgang Amadeus Mozart por inveja da música deste. Rimsky-Korsakov incorporou citações musicais do Requiem e de Don Giovanni na partitura. Richard Taruskin inseriu esta ópera dentro do contexto histórico do desenvolvimento da tradição realista na ópera russa.

## Performances históricas
A primeira performance foi realizada no Teatro Solodovnikov, em Moscou, com a Ópera Russa Privada de Moscou, em 7 de dezembro de 1898 (no calendário antigo, 25 de novembro), regida por Iosif Truffi.
Fyodor Chaliapin, que originalmente faria o papel de Salieri, teria cantado a peça como um monodrama, na medida em que o papel de Mozart estava dentro de sua amplitude vocal.
A ópera estreou no continente americano em Forest Park, Pensilvânia, nos Estados Unidos, no ano de 1933.

### Papéis
| Papel                                                                                      | Tipo de voz | Elenco na estreia Moscau, 7 de dezembro de 1898 (maestro: Iosif Truffi) |
| ------------------------------------------------------------------------------------------ | ----------- | ----------------------------------------------------------------------- |
| Mozart                                                                                     | tenor       | Vasily Shkafer                                                          |
| Salieri                                                                                    | barítono    | Fyodor Shalyapin                                                        |
| Um rabequeiro cego                                                                         | papel mudo  |                                                                         |
| Coro nos bastidores: canta alguns compassos da Missa de Requiem de Mozart na segunda cena. |             |                                                                         |